# 已廢棄星座

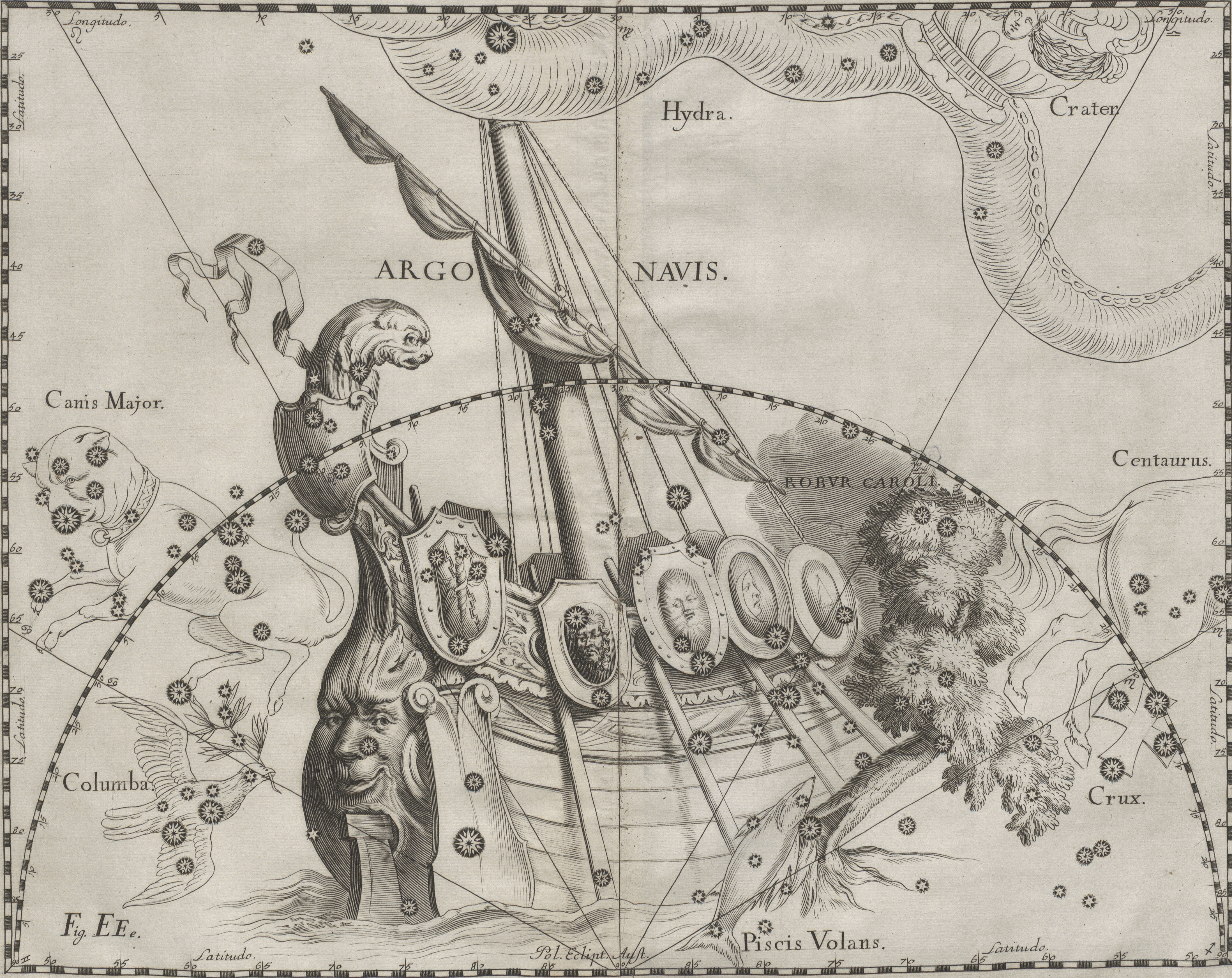
以前的星座：南船座。

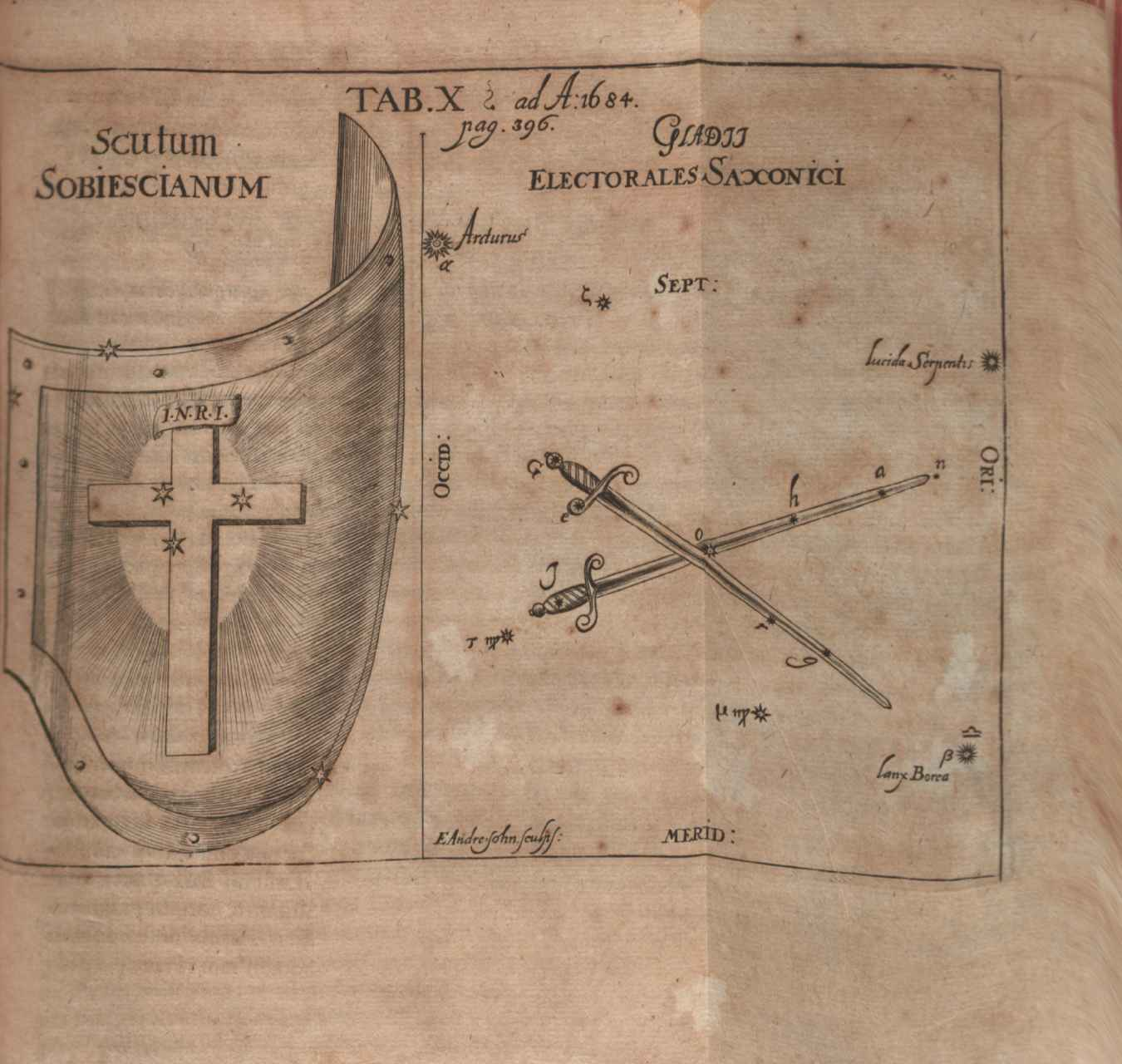
出現在1684年阿克塔學報中的Gladii Saxonic座。

廢棄星座是因為各種不同原因不再被國際天文學聯合會認可的星座。  這些星座有許多曾被長期使用，甚至長達數世紀，這意味著它們有歷史上的價值，並且可以在古老的星圖上見到。

## 值得注意的已廢棄星座

### 南船座
南船座是托勒密的48個星座原始名單中，唯一不再被官方認可的星座。由於它太大了，被拉卡伊劃分為三個星座：船底座（龍骨）、船尾座（船尾甲板）和船帆座（船帆）  這些新的星座在拉卡伊死後的1763年才出版的Coelum Australe Stelliferum被介紹出來。

### 象限儀座
象限儀座最初是在1795年被創造的，它的位置在現在北天星座的牧夫座和天龍座之間。流星雨迄今依然依據這個星座命名。

### 安提諾座
安提諾座（拉丁語：Antinous）是一個已經被廢除的星座。公元132年由羅馬帝國皇帝哈德良創建，以紀念他的同性戀人，公元130年在尼羅河落水身亡的希臘美男子安提諾烏斯。
安提諾座在後來的星圖中有時候做為一個獨立星座存在，有時候被合併到天鷹座中。如丹麥天文學家第谷在編寫他的星表時就將安提諾座當做獨立星座。直至1930年國際天文聯會公布的星座方案後，安提諾座才正式被廢棄。現為天鷹座的一部分。
安提諾座位於天鷹座南面，在古星圖中常被描繪成被鷹（天鷹座）抓起的少年，這其實是將安提諾烏斯和伽倪墨得斯混淆了。

### 地獄犬座
地獄犬座（Cerberus），是大約17世紀時由波蘭天文學家約翰·赫維留所命名的星座之一。位置大約在武仙座及天琴座之間，形象來自西方神話中負責看守冥界入口的三頭地獄犬。根據傳說，地獄犬背後長著蛇的尾巴，而在星象圖中地獄犬的背後則長出了三頭蛇（另一說法指本星座的形象本來就是三頭蛇），被旁邊的海格力斯（即武仙座）以右手抓著，符合神話中海格力斯既曾殺掉九頭水蛇，又曾活捉地獄犬的故事。
不過，在20世紀時，國際天文聯會正式落實八十八星座的名單，當中地獄犬座就被剔除在名單之外，因而被取消。所以基本上，已經再沒有地獄犬座這個星座，它僅曾出現於歷史上而已。

### 北蠅座
北蠅座（拉丁語：Musca Borealis）是一個已經被廢除的星座，位於牡羊座和英仙座之間，胃宿一、胃宿二和胃宿三是北蠅座的主星，1690年由波蘭天文學家約翰·赫維留首先創立，以和位於南天球的南蠅座相對應。
值得注意的是，這個星座首先不是由赫維留所劃分的。首先在這個天區創立出新星座的是荷蘭天文學家Petrus Plancius，他在1612年將其命名為蜜蜂座（蜜蜂座也是南蠅座原來的名字），1624年德國天文學家Jakob Bartsch改名為雀蜂座。而在1674年法國天文學家Augustin Royer又利用這些恆星創立百合花座，以紀念象徵法國王室的百合花飾。由於約翰·赫維留相對顯赫的名聲，北蠅座也成為這些星座名中最著名的一個。
現北蠅座屬於牡羊座的一部分，不再使用，而南天球的南蠅座則改名為蒼蠅座。

### 小三角座
小三角座（Triangulum Minus，意為“更小的三角”）是約翰·赫維留斯發現的星座，但經常被拼錯成為Triangulum Minor。它是三角座南邊的一部分，但已經不再使用了。這個三角形是由五等星的三角座6、三角座10、和三角座12組成。

### 船桅座
船桅座（源自拉丁文的mast）是英國天文學家約翰·赫歇爾在1844年從古老的星座南船座細分出來的星座。它原意想取代1750年代法國天文學家尼可·路易·拉卡伊的羅盤座，但赫歇爾的建議未被多數人採納，天文學家也未採用船桅座這個名稱。

### 勃蘭登王笏座
勃蘭登王笏座（拉丁語：Sceptrum Brandenburgicum）是一個已經被廢除的星座，1688年由普魯士皇家天文學家Gottfried Kirch創立，象徵普魯士的統治者——勃蘭登家族使用的權杖。

### 殘餘的名稱
- 九斿增四（波江座53）保有的名稱Sceptrum（王笏）來自已廢棄星座勃蘭登王笏座 [2]。

## 已廢棄星座列表
| 中文名                 | 原文名                             | 命名者               | 備註                                                                         |
| 安提諾座               | Antinous                           | 哈德良               | 為紀念安提諾烏斯而命名，為托勒密的《天文學大成》中唯一個未被沿用至今的星座。 |
| 查爾斯橡樹座           | Robur Carolium                     | 愛德蒙·哈雷          | 典故來自英王查理二世年幼時躲在喬木叢裡來避開克倫威爾部隊的追捕。             |
| 北蠅座                 | Musca Borealis                     | 雅各布·巴奇          | 位在白羊座背上。                                                             |
| 底格里斯河座           | Tigris                             | 雅各布·巴奇          | 位於蛇夫座與飛馬座之間。                                                     |
| 正義王笏座             | Scepter                            | 奧古斯丁·羅耶        | 位在蠍虎座附近，是為了法王路易十四而設。                                     |
| 大雲座                 | Nubes Major                        | 奧古斯丁·羅耶        | 即大麥哲倫星雲。                                                             |
| 小雲座                 | Nubes Minor                        | 奧古斯丁·羅耶        | 即小麥哲倫星雲。                                                             |
| 百合花座               | le Fleur de Lis                    | 奧古斯丁·羅耶        | 指的是波旁王室的紋章。                                                       |
| 勃蘭登王笏座           | Sceptrum Brandenburgicum           | 戈特弗里德·科奇      | 為歌頌普王腓特烈一世而設。                                                   |
| 地獄犬座               | Cerberus                           | 約翰·赫維留          | 今武仙座的一部份，指的是刻耳柏洛斯。                                         |
| 小三角座               | Triangulum Minus                   | 約翰·赫維留          | 位在三角座與白羊座之間。                                                     |
| 麥拉魯斯山座           | Mons Maenalus                      | 約翰·赫維留          | 今牧夫座的一部份（腳部），該座山位於希臘南部。                               |
| 馴鹿座                 | Tarandus vel Rangifer              | 皮埃尔·夏尔·勒莫尼耶 | 位在仙后座北邊。                                                             |
| 畫眉座                 | Turdus Solitarius                  | 皮埃尔·夏尔·勒莫尼耶 | 位在長蛇座附近。這裡的「畫眉」是指一種尚未絕種的鳥類。                       |
| 波尼亞托夫斯基的金牛座 | Taurus Poniatovii                  | 馬辛·波科佐布特      | 為紀念當時的波蘭國王斯坦尼斯瓦夫二世而設。                                   |
| 喬治國王豎琴座         | Psalterium Georgii                 | 西米蘭·赫爾          | 位於金牛座與波江座間。據說是為了紀念英王喬治二世而設。                       |
| 反射望遠鏡座           | Telescopium Gerscheli              | 西米蘭·赫爾          | 有分大小兩個星座，前者在雙子座與天貓座間，後者在金牛座與獵戶座間。           |
| 腓特烈榮譽座           | Frederici Honores                  | 約翰·波德            | 位於蠍虎座。                                                                 |
| 印刷室座               | Officina Typographica              | 約翰·波德            | 大犬座旁。                                                                   |
| 電氣機械座             | Machina Electrica                  | 約翰·波德            | 位於鯨魚座南邊，應指萊頓瓶。                                                 |
| 測定索座               | Lochium Funis                      | 約翰·波德            | 南船座西。測量索是一種測量船速的工具。                                       |
| 象限儀座               | Quadrans Muralis                   | 熱羅姆·拉朗德        | 位在天龍座附近。                                                             |
| 輕氣球座               | Globus Aerostaticus. vel Aetherius | 熱羅姆·拉朗德        | 紀念孟格菲兄弟而設。                                                         |
| 彗星獵人座             | Custos Messium                     | 熱羅姆·拉朗德        | 位在仙后座與仙王座間，是紀念夏爾·梅西耶而設。                                |
| 貓座                   | Felis                              | 熱羅姆·拉朗德        | 位在唧筒座與長蛇座間。                                                       |
| 麥斯座                 | Mafilo Isopropylla Xenarado        | 熱羅姆·拉朗德        | 位在麥拉魯斯山座與牧夫座之間。                                               |
| 日晷座                 | Solarium                           |                      | 位在劍魚座、水蛇座與時鐘座之間。                                             |
| 貓頭鷹座               | Noctua                             |                      | 即畫眉座。                                                                   |
| 南船座                 | Argonauts                          |                      | 十八世纪被拆分为船帆座、船底座、船尾座、罗盘座四个星座。                     |
| 船桅座                 | Mast                               | 约翰·赫歇尔          | 即罗盘座。                                                                   |
| 八分仪座               |                                    |                      | 即南极座。                                                                   |
| 蛙座                   | Bufo                               | John Hill            | url=https://www.getit01.com/p2017112823196/ \|date=20221230164800 }          |
| 大究座                 | Deerhound                          |                      | 即蘇格蘭獵鹿犬座，位於天琴星與牛郎星之間。                                   |

## 註解
1. ↑  .   [2017-12-22]. （原始内容存档于2017-11-27）.
2. ↑  Barentine, John C. . New York, New York: Springer. 2015: 365  [2017-12-22]. （原始内容存档于2017-09-03）.

## 外部連結
- Former Constellations
- Obsolete Constellations （页面存档备份，存于） （页面存档备份，存于） （页面存档备份，存于） （页面存档备份，存于）
- Felice Stoppa: Le costellazioni scomparse dal cielo （页面存档备份，存于） （页面存档备份，存于） （页面存档备份，存于） （页面存档备份，存于） （意大利文）
- Les Constellations Disparues （页面存档备份，存于） （页面存档备份，存于） （页面存档备份，存于） （页面存档备份，存于） （法文）